# Heaven (пісня D mol)
«Heaven» — пісня чорногорського гурту «D mol», з якою гурт представляв Чорногорію на Євробаченні 2019.

## Євробачення
Вибір представника Чорногорії для Пісенного конкурсу Євробачення 2019 відбувався за допомогою національного відбору «Монтевізія» (чорн. Montevizija). Гурт «D mol» виступив під першим номером першого раунду й досяг суперфіналу відбору, отримавши максимальні бали від радіо журі, міжнародного журі та телеглядачів. У суперфіналі гурт змагався з Іваною Попович-Мартинович. За результатами голосування глядачів пісня «Heaven» отримала 68 % і стала переможною. Після перемоги гурт отримав право представляти Чорногорію на Євробаченні 2019.
28 січня 2019 відбулося жеребкування, яке визначило, що Чорногорія виступатиме у першій половині першого півфіналу Пісенного конкурсу Євробачення 2019. Пізніше, 2 квітня 2019 року, було визначено порядкові номери країн, які встановлюють чергу виступів у півфіналах. 14 травня 2019 року гурт «D mol» виступив під 2 номером. Чорногорія отримала 46 балів: 15 від журі та 31 від глядачів, що принесло їй 16 місце та не дозволило досягти фіналу конкурсу.